# La Tour-du-Pin (quận)
Quận La Tour-du-Pin là một quận của Pháp nằm trong tỉnh Isère thuộc vùng Rhône-Alpes. Nó có 11 tổng và 137 xã.

## Các đơn vị hành chính

### Các tổng
Các tổng của quận La Tour-du-Pin là:
1. Bourgoin-Jallieu-Nord
2. Bourgoin-Jallieu-Sud
3. Crémieu
4. Le Grand-Lemps
5. L'Isle-d'Abeau
6. Morestel
7. Le Pont-de-Beauvoisin
8. Saint-Geoire-en-Valdaine
9. La Tour-du-Pin
10. La Verpillière
11. Virieu

### Các xã
Các xã của quận La Tour-du-Pin và mã INSEE là:
| 1. Annoisin-Chatelans (38010)            | 2. Aoste (38012)                              | 3. Apprieu (38013)                    |
| 4. Arandon (38014)                       | 5. Badinières (38024)                         | 6. Belmont (38038)                    |
| 7. Bilieu (38043)                        | 8. Biol (38044)                               | 9. Bizonnes (38046)                   |
| 10. Blandin (38047)                      | 11. Bonnefamille (38048)                      | 12. Bourgoin-Jallieu (38053)          |
| 13. Bouvesse-Quirieu (38054)             | 14. Brangues (38055)                          | 15. Burcin (38063)                    |
| 16. Bévenais (38042)                     | 17. Cessieu (38064)                           | 18. Chamagnieu (38067)                |
| 19. Charancieu (38080)                   | 20. Charavines (38082)                        | 21. Charette (38083)                  |
| 22. Chassignieu (38089)                  | 23. Chimilin (38104)                          | 24. Chozeau (38109)                   |
| 25. Châbons (38065)                      | 26. Châteauvilain (38091)                     | 27. Chèzeneuve (38102)                |
| 28. Chélieu (38098)                      | 29. Colombe (38118)                           | 30. Corbelin (38124)                  |
| 31. Courtenay (38135)                    | 32. Crachier (38136)                          | 33. Creys-Mépieu (38139)              |
| 34. Crémieu (38138)                      | 35. Dizimieu (38146)                          | 36. Doissin (38147)                   |
| 37. Dolomieu (38148)                     | 38. Domarin (38149)                           | 39. Eydoche (38159)                   |
| 40. Faverges-de-la-Tour (38162)          | 41. Fitilieu (38165)                          | 42. Flachères (38167)                 |
| 43. Four (38172)                         | 44. Frontonas (38176)                         | 45. Granieu (38183)                   |
| 46. Hières-sur-Amby (38190)              | 47. L'Isle-d'Abeau (38193)                    | 48. La Balme-les-Grottes (38026)      |
| 49. La Bâtie-Divisin (38028)             | 50. La Bâtie-Montgascon (38029)               | 51. La Chapelle-de-la-Tour (38076)    |
| 52. La Tour-du-Pin (38509)               | 53. La Verpillière (38537)                    | 54. Le Bouchage (38050)               |
| 55. Le Grand-Lemps (38182)               | 56. Le Passage (38296)                        | 57. Le Pin (38305)                    |
| 58. Le Pont-de-Beauvoisin, Isère (38315) | 59. Les Abrets (38001)                        | 60. Les Avenières (38022)             |
| 61. Les Éparres (38156)                  | 62. Leyrieu (38210)                           | 63. Longechenal (38213)               |
| 64. Massieu (38222)                      | 65. Maubec (38223)                            | 66. Merlas (38228)                    |
| 67. Meyrié (38230)                       | 68. Montagnieu, Isère (38246)                 | 69. Montalieu-Vercieu (38247)         |
| 70. Montcarra (38250)                    | 71. Montferrat (38256)                        | 72. Montrevel, Isère (38257)          |
| 73. Moras (38260)                        | 74. Morestel (38261)                          | 75. Nivolas-Vermelle (38276)          |
| 76. Optevoz (38282)                      | 77. Oyeu (38287)                              | 78. Paladru (38292)                   |
| 79. Panissage (38293)                    | 80. Panossas (38294)                          | 81. Parmilieu (38295)                 |
| 82. Passins (38297)                      | 83. Porcieu-Amblagnieu (38320)                | 84. Pressins (38323)                  |
| 85. Roche (38339)                        | 86. Rochetoirin (38341)                       | 87. Romagnieu (38343)                 |
| 88. Ruy (38348)                          | 89. Saint-Alban-de-Roche (38352)              | 90. Saint-Albin-de-Vaulserre (38354)  |
| 91. Saint-André-le-Gaz (38357)           | 92. Saint-Baudille-de-la-Tour (38365)         | 93. Saint-Bueil (38372)               |
| 94. Saint-Chef (38374)                   | 95. Saint-Clair-de-la-Tour (38377)            | 96. Saint-Didier-de-Bizonnes (38380)  |
| 97. Saint-Didier-de-la-Tour (38381)      | 98. Saint-Geoire-en-Valdaine (38386)          | 99. Saint-Hilaire-de-Brens (38392)    |
| 100. Saint-Jean-d'Avelanne (38398)       | 101. Saint-Jean-de-Soudain (38401)            | 102. Saint-Marcel-Bel-Accueil (38415) |
| 103. Saint-Martin-de-Vaulserre (38420)   | 104. Saint-Ondras (38434)                     | 105. Saint-Quentin-Fallavier (38449)  |
| 106. Saint-Romain-de-Jalionas (38451)    | 107. Saint-Savin (38455)                      | 108. Saint-Sorlin-de-Morestel (38458) |
| 109. Saint-Sulpice-des-Rivoires (38460)  | 110. Saint-Victor-de-Cessieu (38464)          | 111. Saint-Victor-de-Morestel (38465) |
| 112. Sainte-Blandine (38369)             | 113. Salagnon (38467)                         | 114. Satolas-et-Bonce (38475)         |
| 115. Sermérieu (38483)                   | 116. Siccieu-Saint-Julien-et-Carisieu (38488) | 117. Soleymieu (38494)                |
| 118. Succieu (38498)                     | 119. Sérézin-de-la-Tour (38481)               | 120. Tignieu-Jameyzieu (38507)        |
| 121. Torchefelon (38508)                 | 122. Trept (38515)                            | 123. Valencogne (38520)               |
| 124. Vasselin (38525)                    | 125. Vaulx-Milieu (38530)                     | 126. Velanne (38531)                  |
| 127. Vernas (38535)                      | 128. Vertrieu (38539)                         | 129. Veyrins-Thuellin (38541)         |
| 130. Veyssilieu (38542)                  | 131. Vignieu (38546)                          | 132. Villefontaine (38553)            |
| 133. Villemoirieu (38554)                | 134. Virieu (38560)                           | 135. Voissant (38564)                 |
| 136. Vénérieu (38532)                    | 137. Vézeronce-Curtin (38543)                 |                                       |